# Sindicato do Crime do Rio Grande do Norte
O Sindicato do Crime do Rio Grande do Norte (também Sindicato RN, SDC ou 18.14) é  uma organização criminosa (maior do estado) que atua dentro dos presídios e redutos de narcotráfico do Rio Grande do Norte. Assim como outras organizações do Norte e Nordeste do país, foi criada como reação ao controle exercido pelo Primeiro Comando da Capital (PCC) nas atividades do tráfico.
Em março de 2016, em uma série de rebeliões dentro dos presídios e atos de violência nas ruas de Natal, os membros do PCC foram reduzidos de 300 para 200. Atualmente o Governo e a Polícia de todo o Estado do Rio Grande do Norte tem como meta acima de tudo, extinguir grupos como esses e afins.

## Conflitos em Alcaçuz 2017
O Sindicato está na luta contra o Primeiro Comando da Capital (PCC), a maior organização criminosa do país, com a sua sede na capital São Paulo.
Em meados de janeiro de 2017 houve uma rebelião que rendeu mais de 14 horas de confrontos na prisão de Alcaçuz na cidade de Nísia Floresta, Rio Grande do Norte. Os membros do Sindicato do Crime entraram no território do Primeiro Comando da Capital dentro da prisão. Antes de iniciar a discussão da corrente foi desligada. Portanto, os jammers não estavam funcionando, o que deve impedir que as comunicações de telefonia móvel dentro e fora da prisão. As lutas foram apoiados por membros da gangue fora da prisão: Pouco antes, os homens se aproximaram da prisão em um carro e jogado armas por cima do muro, disse o presidente do sindicato dos guardas prisionais.
Na luta pelo menos 27 pessoas morreram. A maioria dos corpos foram decapitados e mutilados. A polícia militar entrou no presídio após 12 horas fortemente armados com veículos blindados. O centro de detenção Alcaçuz é projetado para 620 presos e tinha, em 2017, pelo menos 1.083 detentos.
Enquanto o Governo do Estado do Rio Grande do Norte 27 pessoas foram mortas disse, poderia ser mais de 30 mortos, de acordo com investigadores da polícia.